# Severnaya Skazka (Schiff, 1957)
Die Severnaya Skazka (russisch Северная Сказка ‚Nordisches Märchen‘; 1957–2018 russisch Карл Маркс Karl Marx) ist ein Flusskreuzfahrtschiff, das im Jahre 1957 in der DDR auf der VEB Mathias-Thesen-Werft Wismar in Wismar als Schiff Karl Marx der Serie II 588-317 gebaut wurde und zur Rodina-Klasse (Projekt 588) / (Projekt 588-317) gehört. Die deutsche Bezeichnung lautet BiFa Typ A (Binnenfahrgastschiff Typ A). Es trug den Namen des einflussreichsten Theoretikers des Sozialismus und Kommunismus Karl Marx.

## Beschreibung

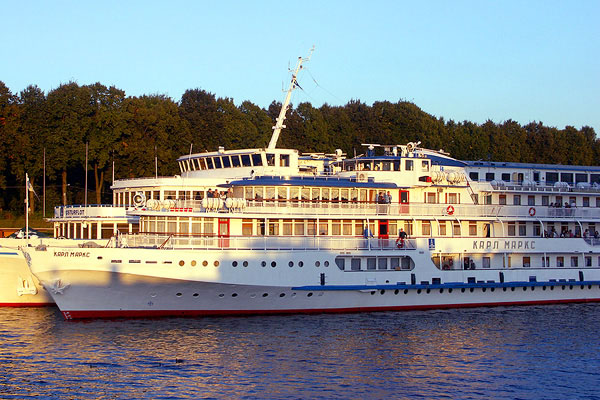
Die Karl Marks in Moskau (2005)

Das Flusskreuzfahrtschiff unter Baunummer 113 mit drei Passagierdecks wurde 1957 in der DDR für die Sowjetunion gebaut. Es gehört zu einer von 1954 bis 1961 hergestellten Baureihe von 49 Schiffen des Typs Rodina, die in zwei voneinander abweichenden Serien vom Stapel liefen. Die erste Serie von 11 Schiffen der Tschkalow-Klasse und seit 1957 die zweite Serie von 38 Schiffen der Kosmonaut-Gagarin-Klasse.
Das Schiff verfügt über einen dieselelektrischen Antrieb mit drei Hauptmotoren. Das Schiff wird vom Unternehmen OOO Infoflot auf den Strecken Moskau – Sankt Petersburg, Sankt Petersburg – Valaam,  Nischni Nowgorod – Wolgograd, Wolgograd – Kasan, Nischni Nowgorod – Moskau, Moskau – Kasan betrieben. Kapitän der Severnaya Skazka ist Wladimir Michailowitsch Saweljew (rus. Савельев Владимир Михайлович) (Stand 2019).

## Ausstattung
Alle Kabinen sind mit WC, Dusche und Waschbecken, Kühlschrank, Fernsehgerät mit Sat-TV-Empfang und Zentralklimaanlage ausgestattet. Es gibt zwei Restaurants jeweils für 60 und 90 Personen und zwei Bars auf dem Schiff. Nach dem Umbau 2007/2008 wurde die Anzahl der Passagierplätze wesentlich reduziert.